# 中根 (ひたちなか市)
中根（なかね）は、茨城県ひたちなか市の大字。郵便番号は 312-0011。

## 概要
虎塚古墳、十五郎穴、無土器時代の後野遺跡、弥生時代の東中根遺跡、元治甲子の乱で幕府軍の援軍として参加した福島藩士の墓（堂山共同墓地）など、遺跡や史跡に恵まれた地区である。
中根は、鎌倉期に見える地名。常陸国吉田郷のうち。弘安田文に「中根十六丁六十歩」と見える（税所文書／県史料中世Ⅰ）。
中根の地名の由来は、中丸川と本郷川の間の台地、つまり「なかのね」という地形的な面から名づけられたと思われる。根はねもと、はじめを意味する。沖積低地にむかって舌状に突きだした大地の意味である。
当地には、鎌倉後期築城といわれる中根城がある。一説では初め南酒出氏の一族で南酒出義頼の二男治義（中根治義）が居館、その後、山入与義の三男中根尾張守が居館したとある。文禄3年の太閤検地を機に那珂郡に属した。慶長14年からは、水戸藩領。元和の始め頃から寛政13年の間に、中根の打越勘解由を開発主とする農民が、中根、三反田、金上、柳沢、馬渡、平磯の連接した地に原野があったもの（現在の東中根と西中根南部の低地帯に東西に細長く横たわっていた、いわゆる入会地）を、開墾して新田にした。六ヶ村に連接した地なので、六ヶ新田（中根六ヶ新田）と称した。天保12年に六ヶ新田は中根村と別村になり六ヶ新田村と称した。明治22年柳沢・部田野・中根・東石川の4か村が合併して那珂郡中野村が成立した。昭和29年からは勝田市の大字となった。平成6年に行われた市町村合併により現在はひたちなか市に属する。

## 世帯数と人口
2024年（令和6年）6月30日現在の世帯数と人口は以下の通りである。
| 大字 | 世帯数    | 人口     |
| ---- | --------- | -------- |
| 中根 | 4,766世帯 | 10,691人 |

## 交通

### 鉄道
当地内に鉄道は通っていない。
なお、ひたちなか海浜鉄道湊線の中根駅は柳沢にある。

### 道路
- 茨城県道63号水戸勝田那珂湊線
- 茨城県道176号中根平磯磯崎線
- 茨城県道351号馬渡水戸線

## 市の施設
- ひたちなか市埋蔵文化財調査センター

## 学校
- 茨城工業高等専門学校
- ひたちなか市立中根小学校

## 寺社
- 吉田神社（中根2735番地）西中根分は、元禄9年正八幡を改めた吉田明神社（鎮守帳）[5]
- 鹿島神社（中根3409番地）東中根・本中根分は、鹿島明神社（鎮守帳）[5]
- 熊野諏訪神社（中根5081番地）
- 正安寺（中根3542番地）
- 福乗院（薬師寺）天保時代に水戸藩が断行した寺社改革で廃寺（茅葺屋根の四ツ足門・薬師堂がある）[11]。もとは、東中根の薬師台に建てられた[12]。

## 温泉
- 中根の湯 はこや旅館　弱食塩冷鉱泉（神経痛・関節痛・腰痛などに効く）